# Incubation (zoologie)

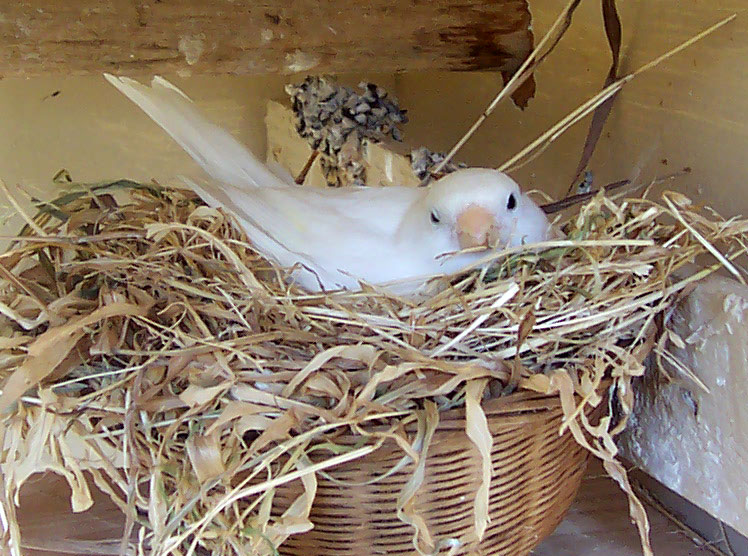
Couvaison d'un serin des Canaries (forme domestique).

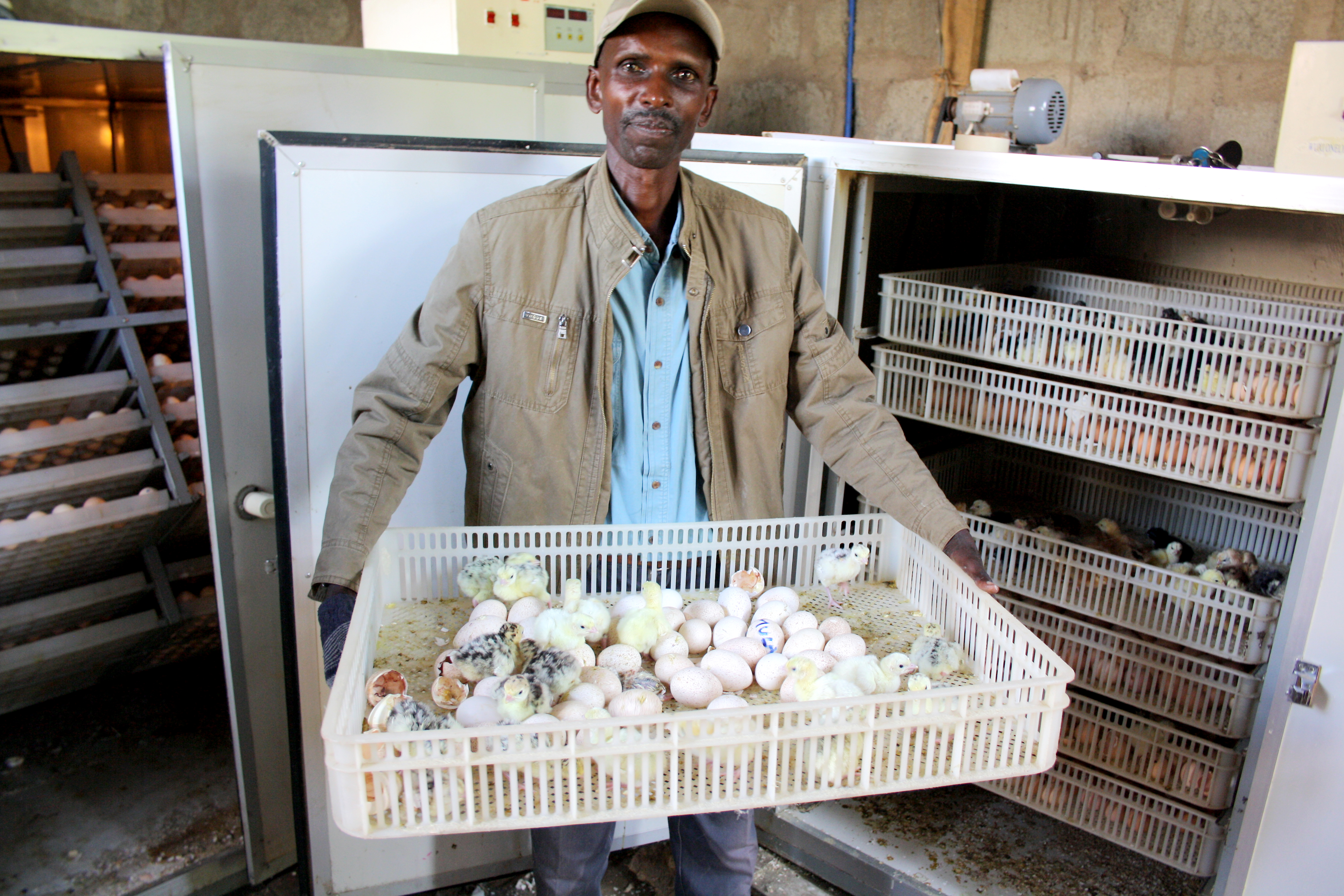
Œufs de poule et poussins dans un incubateur.

Pour les articles homonymes, voir Incubation.
L'incubation ou couvaison des œufs désigne le processus par lequel des animaux ovipares (oiseau, amphibien, reptile, bourdons) couvrent de leurs corps les œufs pour entretenir la chaleur qui fait éclore la couvée. Par extension, la couvaison inclut tout animal (invertébré comme vertébré) qui apporte des soins parentaux à sa couvée.
La couvaison par des animaux marins existait il y a 500 millions d'années : la crevette Waptia fieldensis couvait un petit nombre d'œufs agglutinés sous sa carapace, ce qui délimitait pour sa couvée un milieu protégé des agressions extérieures et bien ventilé. Il y a 100 millions d'années, les oviraptorosaures (un infra-ordre de dinosaures) couvaient déjà leurs œufs à la manière des oiseaux,.
Pour les oiseaux, ce processus est obligatoire : sans contrôle de la température, les embryons meurent. La plupart des espèces doivent fournir de la chaleur à l'œuf, mais d'autres, comme le ganga namaqua, doivent au contraire rafraîchir l'œuf dans la journée. Les oiseaux étant homéothermes (« à sang chaud »), la chaleur nécessaire est en général fournie par leur corps, à l'exception notable des Megapodiidae qui construisent des dômes de feuilles dont la décomposition fournit la chaleur nécessaire au développement de l'embryon, mais peuvent également se servir de sources chaudes.

## Comportement parental
Le comportement des oiseaux pendant cette période dépend beaucoup de l'espèce. Pour de nombreuses espèces, les mâles collaborent à la couvaison, comme chez la grue blanche, sur des courtes périodes à tour de rôle, ou le pluvier montagnard (Charadrius montanus), en deux longues périodes. Mais pour la plus grande partie des espèces, seules les femelles couvent. Plus rarement, seuls les mâles couvent, comme les espèces du genre Casuarius. Chez les hoazins, certains mâles aident le couple à couver si la couvée de celui-ci est en retard ou depuis le début si le mâle est célibataire.
Une spécialisation de ce soin, chez certains poissons et au moins une espèce d'amphibiens, est l'incubation buccale : incubation buccale maternelle chez Oreochromis, paternelle (Sarotherodon melanotheron, grenouille de Darwin) ou bi-parentale (chez plusieurs espèces de Sarotherodon).

## Pratique

### L'incubation naturelle
La chaleur passe des parents aux œufs à travers une région de peau nue sur l'abdomen. L'incubation peut être une pratique énergiquement exigeante, les albatros adultes peuvent perdre plus de 80 grammes par jour. L'énergie dépensée par les parents, le plus souvent par la femelle, dépend de nombreuses caractéristiques : taille et propriété thermique de la cavité ou du nid, taille de la ponte, santé et investissement du mâle dans le nourrissage de la femelle, température extérieure.
Les temps d'incubation varient de 11 jours pour les petits passereaux, les coulicous à bec noir ou à bec jaune à 21 jours pour la poule et plus de 80 jours pour l'Albatros hurleur ou le kiwi brun de l'île du nord. Dans ces deux derniers cas, la couvaison est interrompue, la période ininterrompue la plus longue est celle du manchot empereur qui dure de 64 à 67 jours.
De très nombreuses espèces commencent la couvaison avant que la ponte soit complète ce qui a pour effet d'échelonner les éclosions.

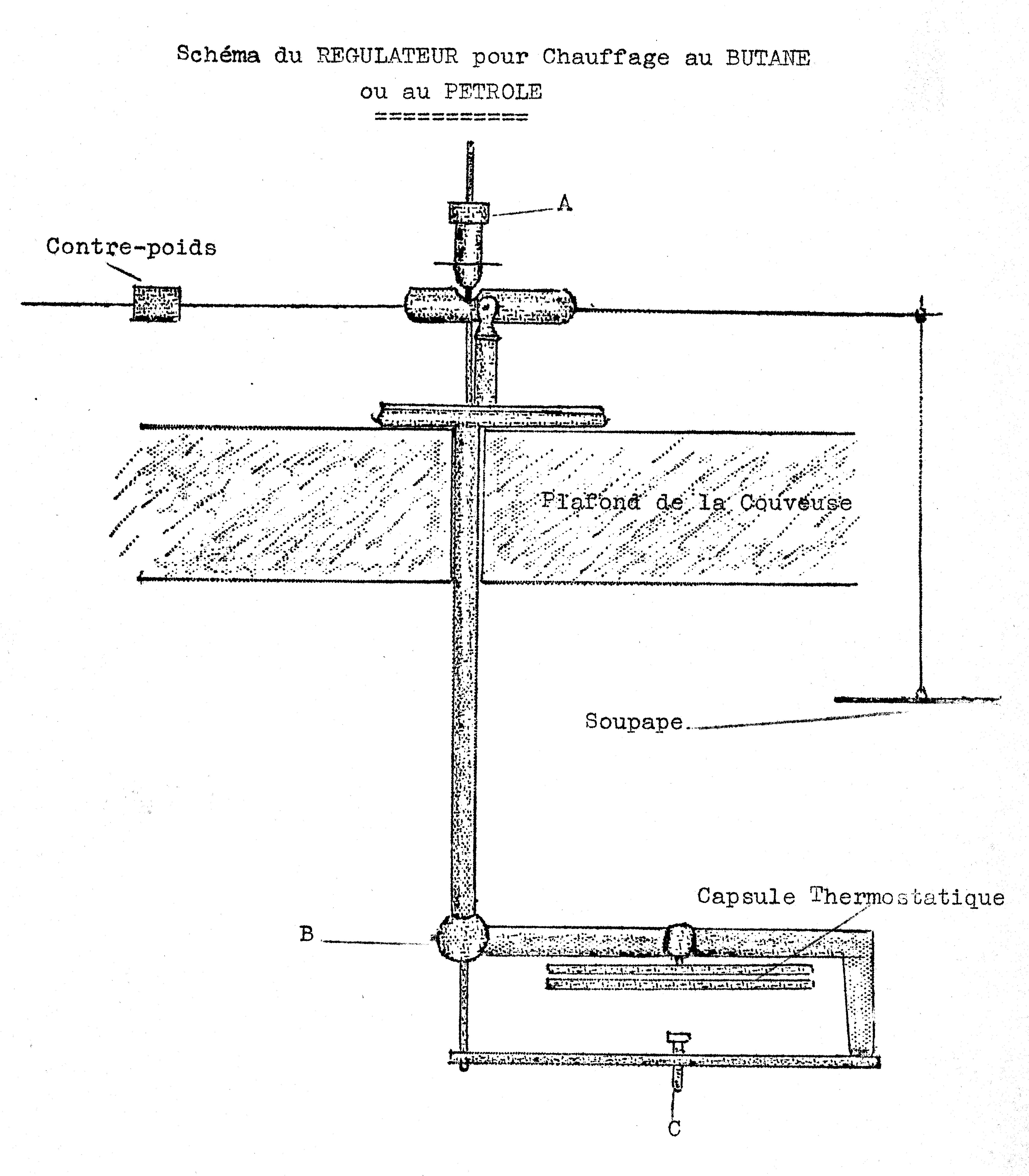
Schéma du régulateur. Extrait des instructions pour le montage et le fonctionnement des couveuses au chauffage au butane ou au pétrole (distribuées vers les années 1960). Bréchemier et fils, Château-Renault.

### L'accouvage
Les aviculteurs, industriels notamment, lorsqu'ils décident de rationaliser la production de petits (poussins, oisons, caneton) utilisent une technique permettant l'incubation artificielle dite accouvage.
Le succès de l'incubation commence par la collecte méticuleuse des œufs dans les nids, par une bonne conservation des œufs avant l'incubation et enfin par le maintien de la température durant toute la durée de l'incubation. Du fait de la durée de couvaison, les œufs doivent être stockés en chambre froide et doivent régulièrement être retournés. Cette durée de stockage influe grandement sur l'éclosabilité des œufs. Une fumigation, protégeant l'œuf des agents pathogènes présents sur sa coquille augmente la chance de survie de l'œuf. Enfin, ils sont préchauffés avant d'être à proprement parler incubés. Les producteurs de poussins utilisent deux types d'appareillage pour l'incubation, les appareils d'incubation ventilée, et les appareils d'incubation statique, ces derniers étant plus rudimentaires. Durant l'incubation, les besoins de l'embryon en dioxygène sont élevés. Les œufs sont éventuellement mirés par les aviculteurs afin d'écarter les œufs morts.

## Forme de parasitisme

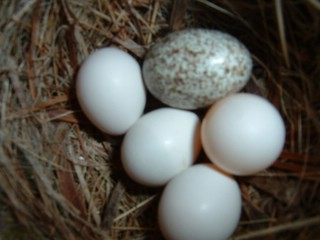
Un œuf de vacher à tête brune dans une couvée de moucherolle phébi

Certaines espèces comme les coucous parasitent les nids des autres oiseaux, c'est une forme particulière de cleptoparasitisme. Le coucou gris parasite les nids de différentes espèces de passereaux. Il s'agit de l'exemple le plus connu mais le coucou geai parasite presque exclusivement la pie bavarde et certaines espèces de coucous ne sont pas parasites.
Ce comportement existe également chez un canard, la nette rousse qui pond généralement dans son propre nid mais dépose aussi fréquemment des œufs dans les nids d'autres espèces apparentées, en particulier le fuligule morillon,,. Des cas exceptionnels de parasitisme des nids sont connus chez d'autres espèces comme chez certains Phaethornithinae.

### Sources
- (en) Cet article est partiellement ou en totalité issu de l’article de Wikipédia en anglais intitulé « Avian incubation » (voir la liste des auteurs).